# Hotpoint
Hotpoint es una marca británica de electrodomésticos, cuya propiedad está dividida entre la empresa estadounidense Whirlpool, que tiene los derechos en Europa, y la empresa china Haier, que tiene los derechos en América a través de su compra de GE Appliances en 2016.

## Historia

### Compañía de calefacción eléctrica del Pacífico
El nombre de la empresa Hotpoint proviene del "punto caliente" de la innovadora primera plancha eléctrica, inventada en 1905 por el estadounidense Earl Richardson (1871–1934). Poco después, en 1906, fundó la 'Pacific Electric Heating Company' en Ontario, California. El dispositivo se conoció como la plancha Hotpoint, con su punto más caliente en la parte delantera y no en el centro de GE Mabe

### Hotpoint
Hotpoint fue fundada en 1911 por Earl Richardson.

### Empresa de calefacción eléctrica Hotpoint
En 1912, la empresa comenzó a fabricar planchas eléctricas y, en 1919 cocinas eléctricas en los Estados Unidos. Earl Richardson también inventó la primera plancha que se apagaba automáticamente cuando se alcanzaba una temperatura máxima. 

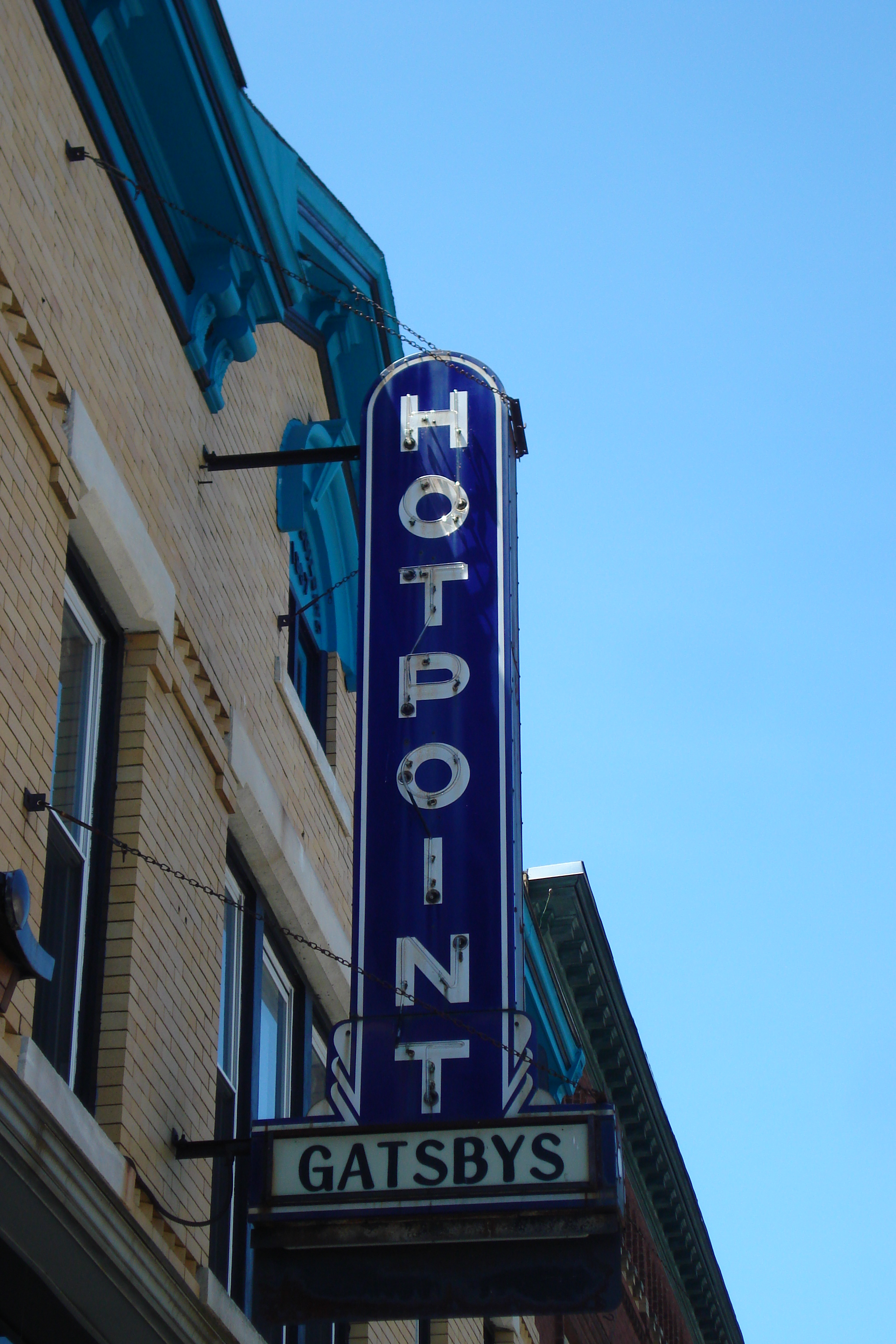
Rótulo de Hotpoint en Great Barrington, Massachusetts

Se afirma que desarrolló una de las primeras tostadoras eléctricas en 1908, conocida como "El Tosto", y más adelante, una vez integrada en General Electric, Hotpoint se convirtió en una de las marcas de tostadoras más populares en los Estados Unidos en las décadas de 1920 y 1930. Richardson fundó su propio asentamiento en la localidad de Adelanto (California), en 1915.

### Empresa de electrodomésticos Edison
En 1918, la compañía, conocida como Hotpoint Electric Heating Company, se fusionó con la sección de dispositivos de calefacción de General Electric, convirtiéndose en la Edison Electric Appliance Company.

### Empresa de electrodomésticos Hotpoint
En 1920, estableció una empresa conjunta con su competidor General Electric, formando Hotpoint Electric Appliance Company Limited (HEAC) para comercializar productos de la marca General Electric procedentes de los Estados Unidos en el Reino Unido.

### Edison General Electric Company
En 1927, GE compró la fábrica y toda la empresa. Se hizo conocida como la Edison General Electric Company en 1931.
La mayor parte de la producción de Hotpoint se trasladó al gigantesco complejo de fabricación Appliance Park de GE en Louisville (Kentucky) a principios de la década de 1950. Posteriormente, muchos electrodomésticos Hotpoint se han seguido fabricando en Louisville, una de las plantas de electrodomésticos más grandes del mundo.

### GEC

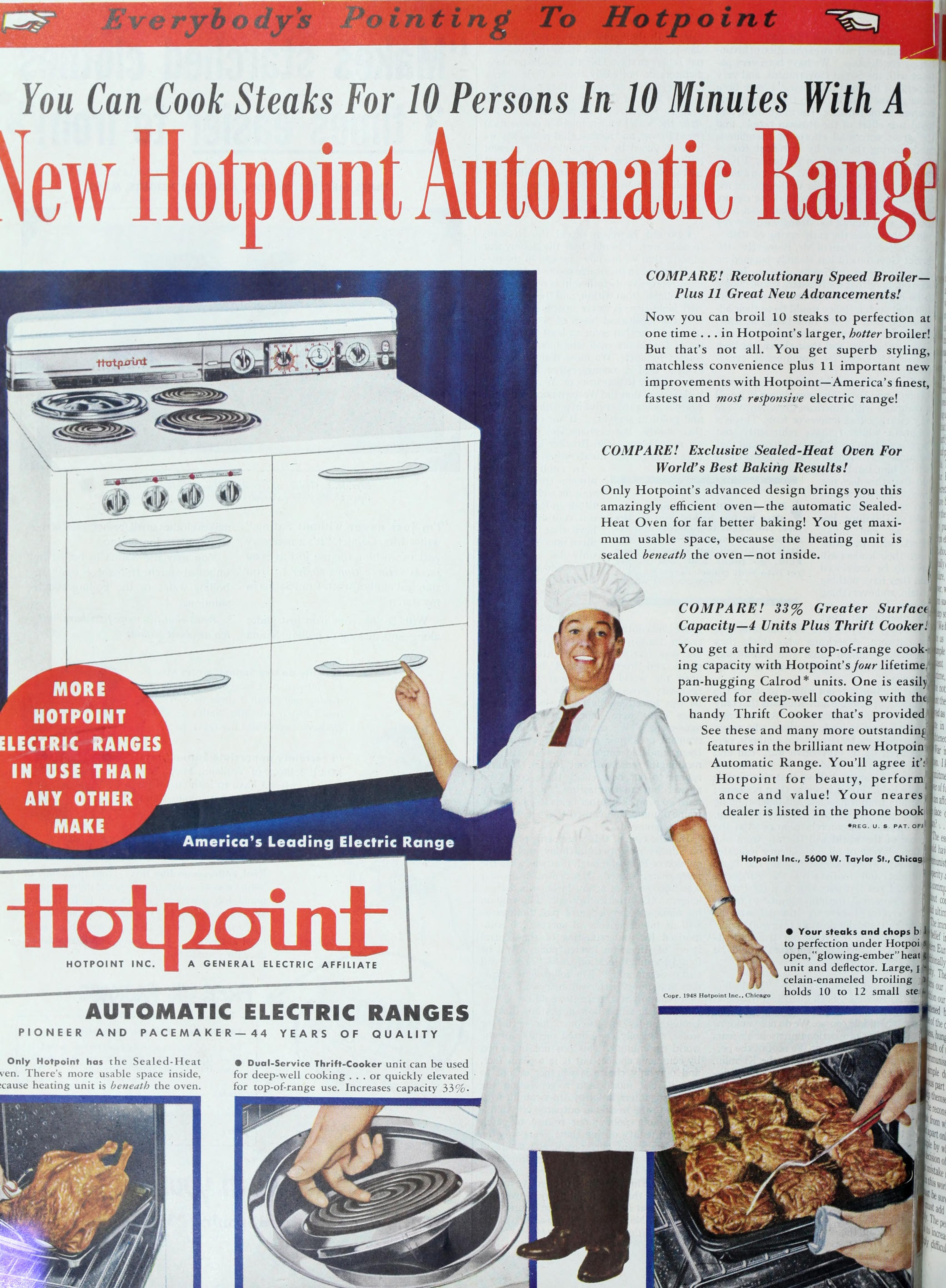
Publicidad de una cocina Hotpoint en The Ladies' home journal (1948)

En 1929, HEAC se unió al grupo Associated Electrical Industries (AEI), a su vez comprado por General Electric Company (P.L.C.) en 1967. En la década de 1960 era el líder del mercado de electrodomésticos en el Reino Unido, seguido por Electrolux de Suecia.

### GDA
Hotpoint continuó como una subsidiaria de GEC hasta 1989, cuando se fusionó con una nueva división de GEC llamada General Domestic Appliances (GDA). El 50% de GDA fue adquirido por General Electric (EE. UU.), con quien poseía la empresa conjunta. En 1998, las marcas Redring y Xpelair también se unieron a GDA y Hotpoint se convirtió en parte de GDA Applied Energy.

### Indesit
Merloni Elettrodomestici finalizó la adquisición de una participación del 50% en GDA en 2002. Esta operación, autorizada por la Comisión Europea, convirtió a Merloni en el tercer mayor productor europeo del sector y líder del mercado en el Reino Unido. En ese momento, Hotpoint empleaba a unas 7000 personas en sus cuatro establecimientos en el Reino Unido, tres de los cuales cerraron más tarde. Indesit Reino Unido ubicó su sede en la central de Hotpoint en Peterborough desde el 1 de junio de 2003.
En 2005, Merloni Elettrodomestici cambió su nombre para convertirse en Indesit Company. A principios de 2007, Indesit Company lanzó la nueva arquitectura de marca del grupo Hotpoint, que se combinó con Ariston para formar la marca Hotpoint-Ariston.
En diciembre de 2008, Indesit Company adquirió la cuota final de acciones de General Electric por 57 millones de dólares. Desde finales de 2011, Indesit lanzó la marca Hotpoint en toda Europa, reemplazando los nombres Ariston y Hotpoint Ariston.

### Whirlpool
En octubre de 2014, Whirlpool pagó el 56 % del derecho de la marca Hotpoint en el Reino Unido, mientras que Haier compró el 44 % del derecho de marca en EE. UU. Whirlpool Corporation ha continuado desde entonces usando la marca Hotpoint. Whirlpool debió asumir un costo imprevisto por la adquisición de Indesit Company en 2015, cuando Indesit emitió un comunicado anunciando una alerta de seguridad para ciertos modelos de secadoras producidas entre 2004 y 2015 debido a un fallo de diseño que provocaba que grandes partículas de pelusa escaparan del filtro y se acumulaban alrededor del banco de elementos calefactores, lo que representaba un riesgo de incendio. En 2016, Whirlpool comenzó a enviar técnicos para realizar modificaciones de seguridad en las secadoras retiradas del mercado. En julio de 2019, Whirlpool finalmente decidió retirar del mercado cerca de 800.000 máquinas para ser reemplazadas o reparadas.
En diciembre de 2019, Whirlpool anunció un retiro de seguridad para ciertos modelos de lavadoras Hotpoint e Indesit fabricadas entre 2014 y 2018, debido a sistemas de puertas defectuosos que podían causar que las máquinas se incendiaran.

### Haier
En septiembre de 2014, Electrolux acordó comprar el negocio de electrodomésticos de General Electric, incluida la marca Hotpoint en América del Norte, por 2000 millones de libras esterlinas (3300 millones de dólares). Se esperaba que el acuerdo se cerrara en 2015. Debido al bloqueo de los reguladores estadounidenses, el acuerdo de Electrolux fue rescindido, y GE posteriormente vendió su división de electrodomésticos a Haier de China, para cerrar en 2016.

## Productos
Hotpoint se formó en 1911 en California y se integró en el mercado británico en 1920, siendo bien conocida por sus refrigeradores y lavadoras. La empresa, incluidas las marcas hermanas Creda e Indesit, en un momento produjo la mayor cantidad de electrodomésticos de cocina en el Reino Unido. La sede estaba en Woodston (Peterborough), empleando unas 1500 personas en la fabricación de frigoríficos y de congeladores. La planta de producción de frigoríficos cerró en 2008.

## Incendio en la Torre Grenfell
En junio de 2017, se publicó que un frigorífico congelador Hotpoint FF175BP había causado el Incendio de la torre Grenfell en Londres, que causó la muerte de 72 personas. Un total de 64.000 unidades del mismo modelo fueron fabricadas entre 2006 y 2009 por Indesit bajo la marca Hotpoint, antes de pasar a Whirlpool.
Se aconsejó a los clientes propietarios de los modelos FF175BP o FF175BG que se pusieran en contacto con la empresa para realizar más controles de seguridad. Según el sitio web de Hotpoint: “Nos han informado de que el reciente incendio en Grenfell Tower en el oeste de Londres puede haberse originado en un frigorífico congelador de la marca Hotpoint, fabricado entre marzo de 2006 y julio de 2009, números de modelo FF175BP (blanco) y FF175BG (grafito)".
En octubre de 2018, Whirlpool alertó a los clientes de que no se había encontrado nada que representara un riesgo para los clientes, y que la investigación de London Fire Brigade sobre la causa del incendio había encontrado que algunos cables eléctricos detrás del congelador del refrigerador o un cigarrillo desechado incorrectamente por la ventana de la cocina pudo haber iniciado el fuego.

## Fábricas
La antigua planta de Hotpoint en Yate (Gloucestershire) que fabrica secadoras era la única planta en el Reino Unido que seguía en funcionamiento. La mayoría de las máquinas pasaron a fabricarse en Italia y Polonia en lugar de en el Reino Unido. Las lavadoras Hotpoint se fabricaban anteriormente en una planta en Llandudno Junction, en Conwy, Gales del Norte, Reino Unido. La factoría produjo alrededor de 800.000 lavadoras en 2007, con unos 1.000 empleados. Ahora es la base del norte de Gales del Senedd.
Sus productos de refrigeración, antes fabricados en la fábrica de Peterborough, ahora se construyen en Polonia. Tiene un centro de distribución en Raunds.

### Cierre de instalaciones
La planta Creda de Indesit UK (anteriormente GDA) en Blythe Bridge, Stoke-on-Trent, cerró en diciembre de 2007. A finales de 2008 siguió el cierre de las instalaciones de fabricación en Peterborough. El 31 de julio de 2009, Indesit cerró su planta en Kinmel Park, en Bodelwyddan (Denbighshire, Gales).
La fábrica empleaba a 305 trabajadores. La empresa culpó a la "continua caída" en el mercado.

### Estados Unidos
En los Estados Unidos, GE Consumer & Industrial (negocio de electrodomésticos que adquirió Haier en 2016) fabrica los productos de la marca Hotpoint en Louisville, Kentucky.

## Estrategia publicitaria
En 2002 Hotpoint tenía una participación del 23% del mercado de electrodomésticos de línea blanca en el Reino Unido. La actriz de Holby City, Lisa Faulkner, protagonizó su Campaña para cocinar con confianza de 2010.
En 2009, trabajó con Kelly Hoppen para producir su campaña de diseño interior Hot Style. La empresa también ha trabajado conjuntamente con la marca de detergente Ariel de P&G. Actualmente recomienda Ariel. Antes de 2004, Hotpoint recomendaba las marcas de Unilever (Persil & Confort). En el pasado, también recomendaba las pastillas para lavavajillas Glist.
La actriz Mary Tyler Moore apareció en una serie de anuncios de televisión de la década de 1950 para la compañía como un personaje llamado "Happy Hotpoint", antes de hacerse famosa en series de comedia de televisión durante las siguientes dos décadas.

## Noticias
- Cierre de la planta de refrigeración de Peterborough en mayo de 2008
- Fábrica galesa en diciembre de 2007

## Videoclips
- Canal de YouTube de Hotpoint
- Muchos videos de Hotpoint
- Anuncio de Aquarius Ultra Persil

- Datos: Q3786975
- Multimedia: Hotpoint / Q3786975